# Feliks Dzierżyński

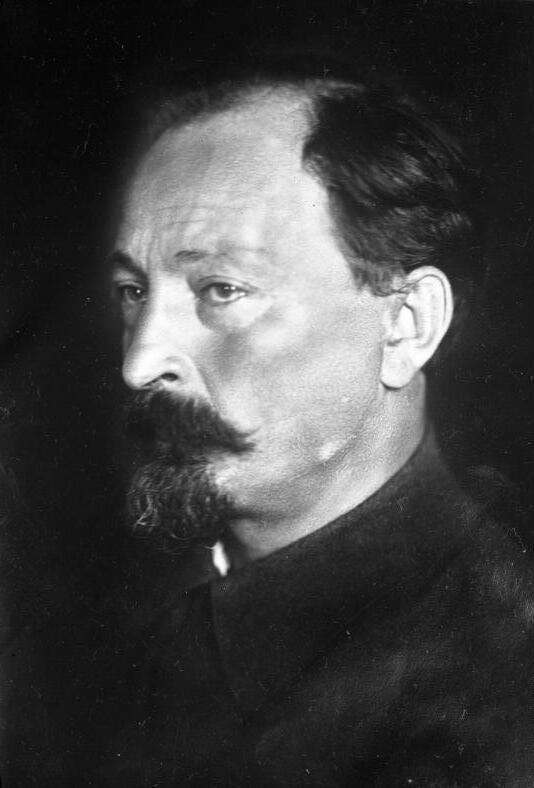
Feliks Dzierżyński (1923)

Feliks Edmundowitsch Dzierżyński (russisch Феликс Эдмундович Дзержинский Feliks Edmundowitsch Dserschinski; * 30. Augustjul. / 11. September 1877greg. auf dem Gut Oziembłowo, Gouvernement Wilna, Russisches Kaiserreich; † 20. Juli 1926 in Moskau, Russische SFSR, Sowjetunion) war ein polnisch-russischer bolschewistischer Berufsrevolutionär und Politiker. Er war Gründer und von 1917 bis 1926 Leiter der bolschewistischen Geheimpolizei Tscheka und deren Nachfolgeorganisation GPU. Zeitweilig war er auch Volkskommissar für Inneres und für Verkehr der neu gegründeten Sowjetunion.

## Leben

### Herkunft und Jugend
Feliks Dzierżyński wurde auf dem Landgut Oziembłowo seines Vaters Edmund Dzierżyński im Ujesd Oschmjany im Gouvernement Wilna im Westen des Russischen Kaiserreiches geboren. Das Gut, das wahrscheinlich kurz darauf nach seiner Familie in Dserschinowo (Дзержиново) umbenannt wurde, ist seit 1963 ein Museum und gehört seit 1991 zum belarussischen Rajon Stoubzy. Der Vater, von Beruf Lehrer, entstammte einer verarmten polnisch-litauischen Kleinadelsfamilie. Als Kind wollte Felix Dzierżyński Priester werden. Nur er und sein Bruder Zygmunt (1881–1932), später ein bekannter Professor für Polonistik am Adam-Asnyk-Lyzeum in Kalisz und Antikommunist, konnten eine höhere Schule besuchen. Dzierżyński wurde im August 1887 in die erste Klasse des Gymnasiums in Wilna aufgenommen, derselben Schule, die auch der zehn Jahre ältere Józef Piłsudski besucht hatte. Doch bevor er seinen Abschluss machen konnte, wurde Dzierżyński wegen „revolutionärer Aktivitäten“ exmatrikuliert.

### Bis zur Oktoberrevolution

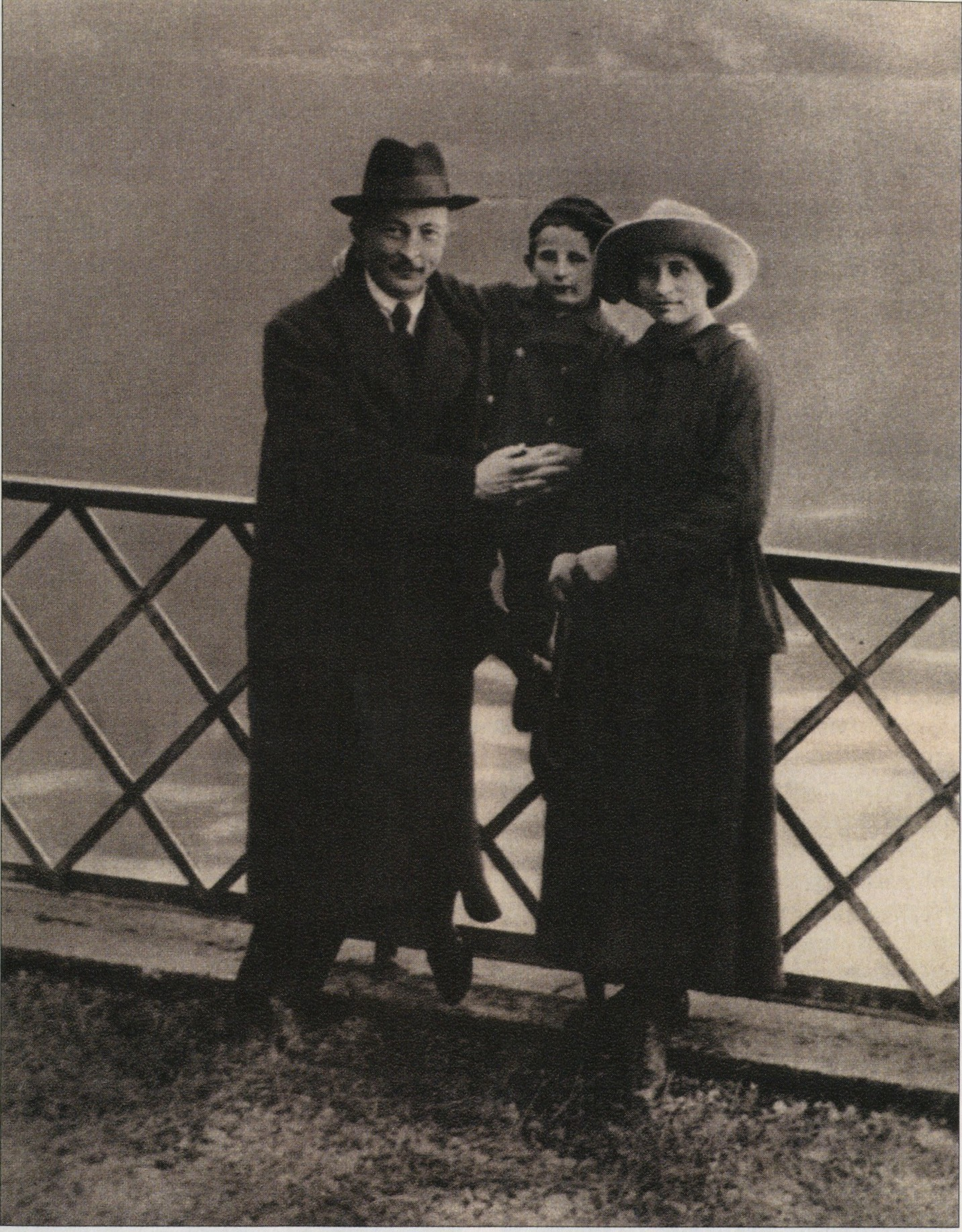
Feliks Dzierżyński, Sohn Janek und Zofia Dzierżyńska 1918 in Lugano, Schweiz

1900 wurde Dzierżyński zu einem der Gründer der sozialdemokratischen Partei Sozialdemokratie des Königreichs Polen und Litauens (SDKPiL), in der er 1902 die Leitung der Auslandsabteilung übernahm und 1903 zum Vorstandsmitglied gewählt wurde. 1905/06 zählte er zu den führenden Aktivisten im russisch verwalteten Polen, besonders in Warschau und Łódź, und vertrat gleichzeitig seine zunehmend internationalistisch-klassenkämpferisch ausgerichtete Partei im Zentralkomitee der russischen Sozialdemokratie. 
Im August 1910 heiratete er Zofia Dzierżyńska (1882–1968), eine Jugendfreundin Rosa Luxemburgs, die er seit 1902 kannte. Sie brachte 1911 den gemeinsamen Sohn Jan zur Welt, als sie wegen illegaler politischer Betätigung in Warschau im Gefängnis saß. Dzierżyński selbst wurde bis 1915 sechsmal inhaftiert, zweimal deportierte man ihn nach Sibirien. 1908 schrieb er in der sibirischen Verbannung sein später vielgelesenes Tagebuch eines Gefangenen. Insgesamt verbrachte er elf Jahre im Gefängnis, davon einige Jahre im Zuchthaus, in dem er an Tuberkulose erkrankte.
Seit April 1917 war Dzierżyński Mitglied der Exekutive der russischen Gruppen innerhalb der SDKPiL. Im Sommer 1917 trat er den Bolschewiki bei und wurde Mitglied ihres Zentralkomitees. Während der Oktoberrevolution war er einer der Führer des bewaffneten Aufstands der Bolschewiki gegen die provisorische Regierung Alexander Kerenskis in Petrograd.

### Nach dem Sieg der Bolschewiki
Nach dem Sieg der Bolschewiki Ende 1917 schuf Dzierżyński auf Veranlassung Lenins die als Geheimpolizei agierende Allrussische außerordentliche Kommission zur Bekämpfung von Konterrevolution und Sabotage (Tscheka) und agierte ab 1922 als Leiter ihrer Nachfolgeorganisation GPU. 
Am 27. Mai 1918 schrieb er an seine Frau:

„Jeder Tag zwingt uns, entschlossenere Maßnahmen zu ergreifen. Im gegenwärtigen Augenblick steht vor uns der größte Feind – der Hunger. Um Brot zu bekommen, muß man es denen nehmen, die es besitzen, und denen geben, die keins haben. Der Bürgerkrieg muß in nie dagewesenen Dimensionen entbrennen.“

Nach dem Aufstand der Linken Sozialrevolutionäre vom Juli 1918 war er zeitweilig auf eigenen Antrag vom Amt suspendiert. Am 5. September 1918 erhielt er nach dem fehlgeschlagenen Attentat Fanny Kaplans auf Lenin von diesem die Order, mit dem Roten Terror zu beginnen. In diesem Zusammenhang wurde die Anzahl der Arbeitslager bis Ende 1920 auf 107 erhöht. Die Tscheka tötete nach dem Vorbild der Terrorherrschaft während der Französischen Revolution angebliche oder tatsächliche Konterrevolutionäre und legte dabei laut diversen Quellen oft den Schwerpunkt ihrer Außenwirkung auf Abschreckung statt auf Wahrheitsfindung.
Zum Vorgehen des Geheimdienstes äußerte sich Dzierżyński kurz nach der Ermordung der ehemaligen Zarenfamilie in der Presse folgendermaßen:

„Die Tscheka ist der Schutzschild der Revolution wie der Roten Armee. Und wie die Rote Armee im Bürgerkrieg nicht anhalten und danach fragen kann, ob sie etwa einzelnen Individuen Leid zufügt, sondern lediglich eines im Auge haben muss, nämlich den Sieg der Revolution über die Bourgeoisie so muss die Tscheka die Revolution verteidigen und den Feind bezwingen, selbst wenn ihr Schwert gelegentlich auf Unschuldige niedergeht.“

Während des Polnisch-Sowjetischen Krieges von 1919 bis 1921 war Dzierżyński Mitglied des Kriegsrates beim sowjetischen Befehlshaber Michail Tuchatschewski. Am 5. April 1920 entsandte das ZK der KPR (B) Dzierżyński in die Ukraine, um gegen die Truppen von Symon Petljura vorzugehen. Am 29. Mai wurde er Chef der Rückwärtigen Dienste in Charkow. 1920 wurde er an die Spitze des von den Sowjets geschaffenen Polnischen Revolutionskomitees im von den Sowjets eroberten Białystok gestellt, das die Aufgabe erhielt, in Polen (das nach den Wünschen der polnischen Kommunisten die Provinz Posen und Oberschlesien an das Deutsche Reich abgeben und Sowjetrussland beitreten sollte) die kommunistische Machtübernahme vorzubereiten. Der polnische Sieg in der Schlacht bei Warschau 1920 machte diese Pläne jedoch zunichte. 1921 schlossen Sowjetrussland und Polen den Frieden von Riga.
Nach diesem Krieg bis zu seinem Tod hatte Dzierżyński verschiedene hohe Funktionen. Er blieb Leiter der Tscheka, die nunmehr Vereinigte staatliche politische Verwaltung (GPU) genannt wurde, war bis 1921 Volkskommissar (Minister) für Innere Angelegenheiten, dann bis 1923 Verkehrsminister. Als Vorsitzender des Obersten Wirtschaftssowjets leitete er seit 1924 den Aufbau vieler Wirtschaftsregionen der Sowjetunion. Im April 1923 gründete er in Moskau die Sportgesellschaft „Dynamo“. Von 1924 bis zu seinem Tod war er Kandidat des Politbüros des Zentralkomitees der KPR(B).

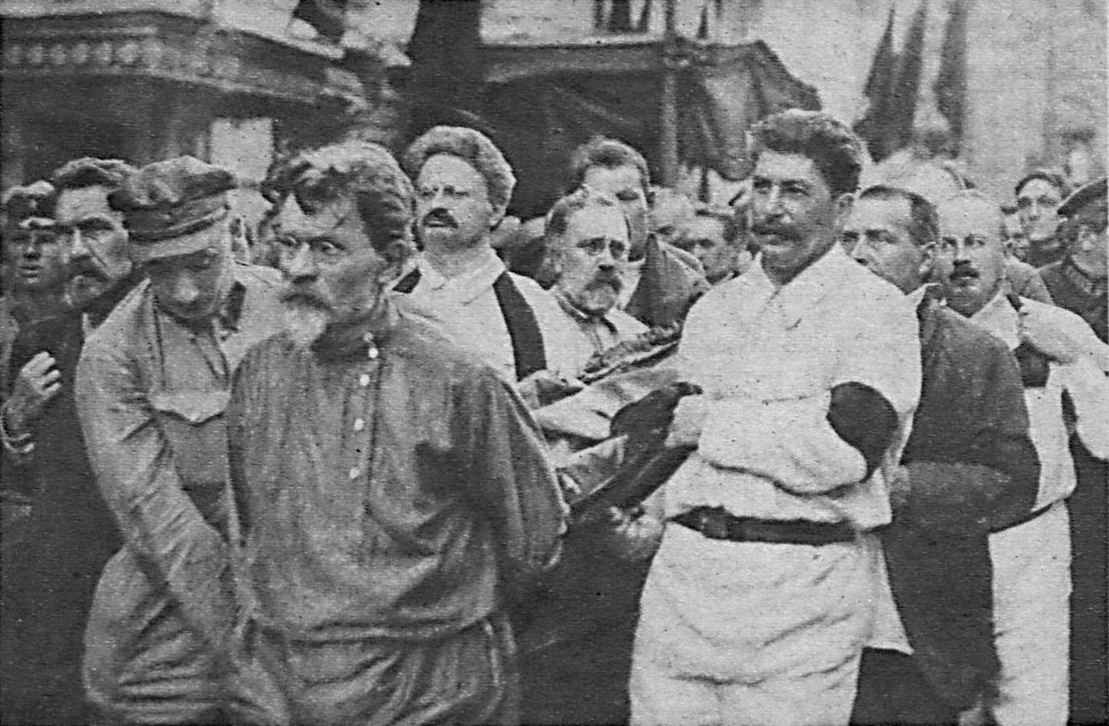
Dzierżyńskis Beerdigung im Juli 1926

Dzierżyński starb 1926 unmittelbar nach einer von ihm gehaltenen Rede vor dem Zentralkomitee an einem Herzinfarkt. Er erhielt ein Staatsbegräbnis und wurde in einem Einzelgrab an der Kremlmauer beerdigt. Außer ihm wurden im Laufe des Bestehens der Sowjetunion lediglich elf weitere Personen auf diese Weise geehrt, wobei Dzierżyński  zusammen mit Suslow, Budjonny, Schdanow und Frunse zur kleinen Gruppe jener in Einzelgräbern bestatteten Personen gehört, die weder Staatsoberhäupter der Sowjetunion noch Generalsekretäre der KPdSU waren.
Dzierżyńskis Nachfolger auf dem Posten des Geheimdienstchefs wurde sein Stellvertreter Wjatscheslaw Menschinski, der ebenfalls polnischer Abstammung war.

## Nachleben

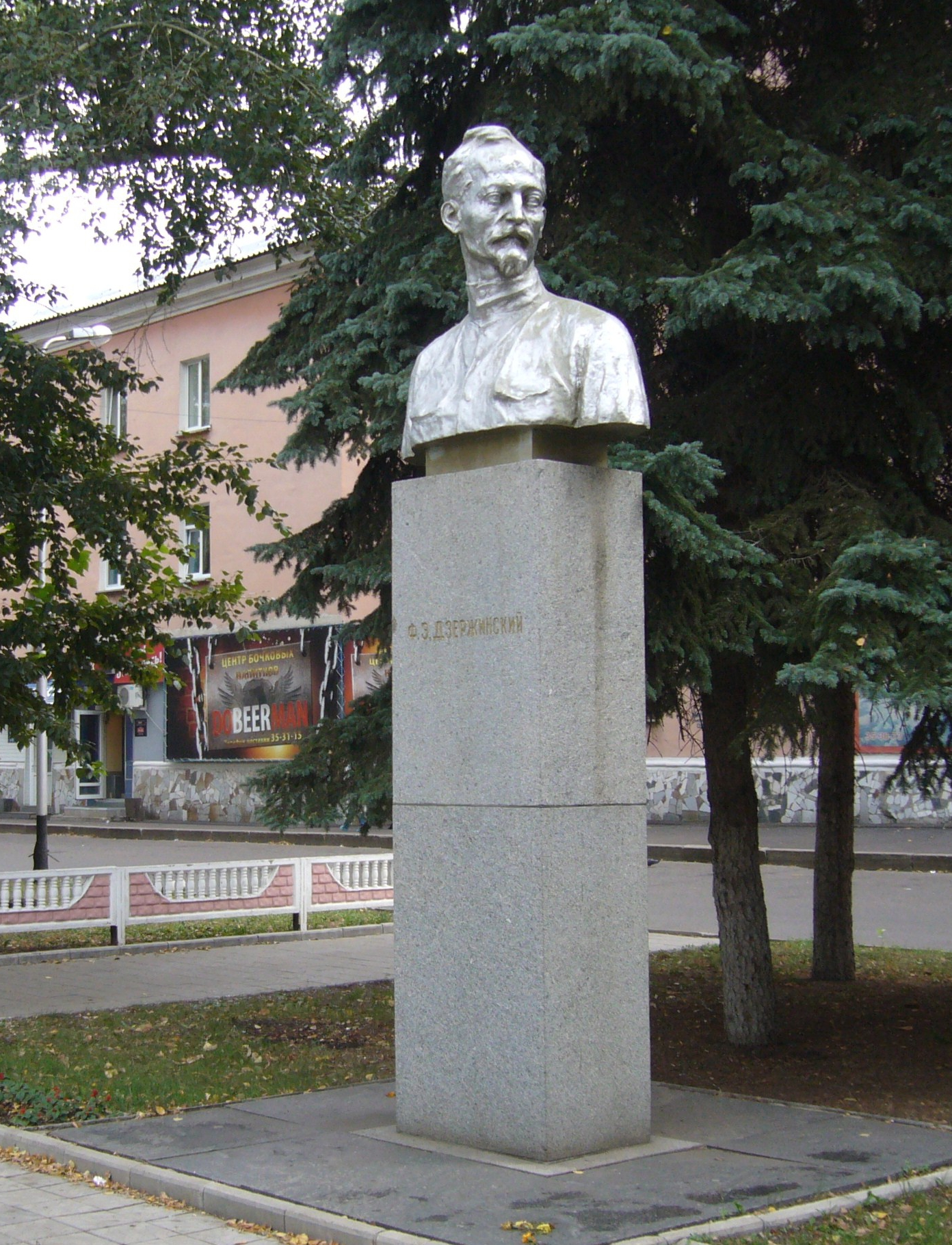
Denkmal in Salawat

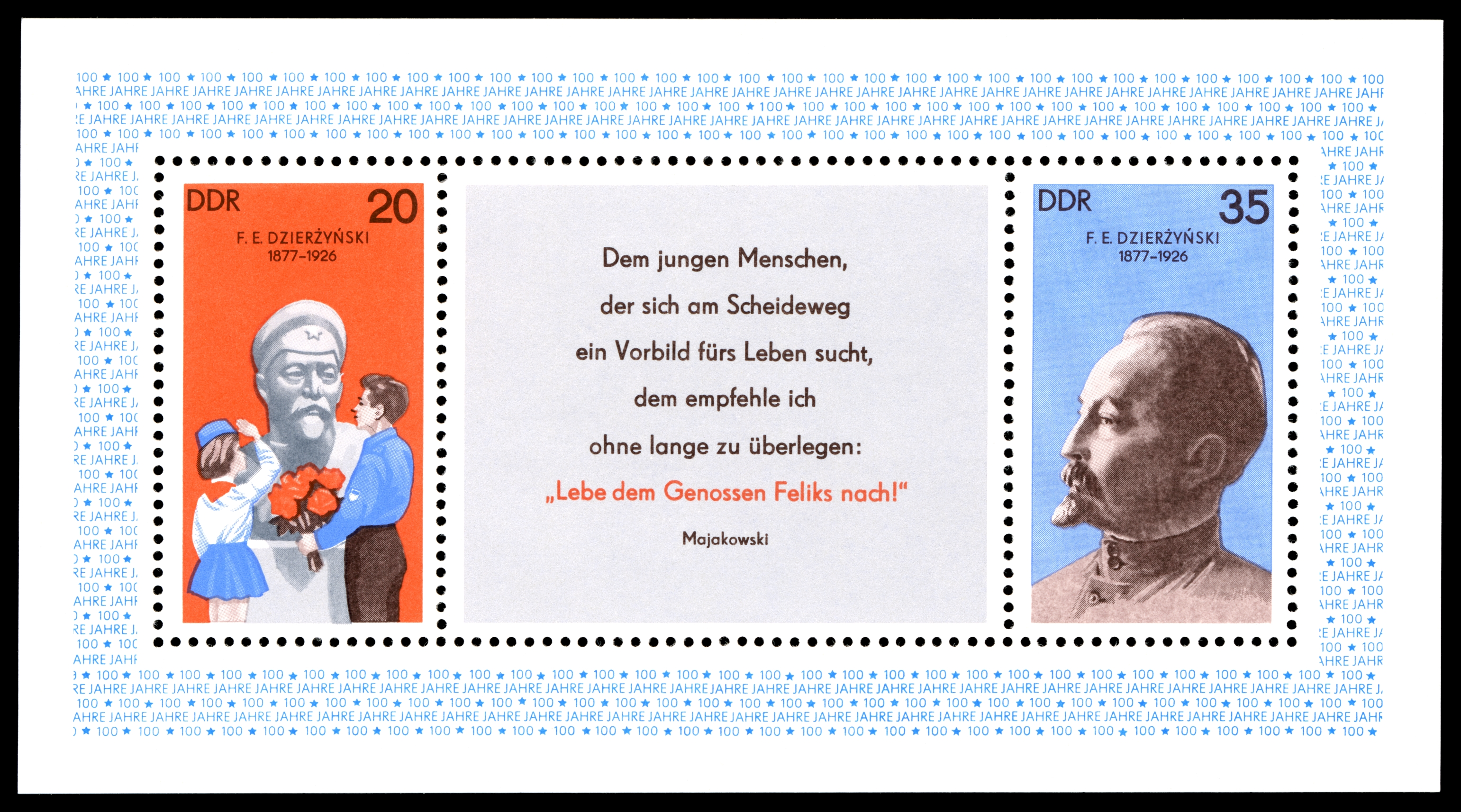
Briefmarkenblock der DDR (1977) zum 100. Geburtstag

Nach seinem Tod und besonders nach 1945 wurden Dzierżyński zu Ehren viele Statuen errichtet. In Warschau wurde ein riesiges Denkmal 1951 vor dem Amtssitz des Stadtrats aufgestellt. Aus diesem Anlass wurde eine Ausstellung eröffnet, in der besonders auf Dzierżyńskis angebliche „Liebe zu den Kindern“ hingewiesen wurde. Dieses Denkmal hatten nicht wenige polnische Landsleute als eine grobe Verletzung ihres Nationalstolzes verurteilt, das bürgerliche Polen sah in ihm einen Volksverräter und feindlichen Agenten. Das Denkmal wurde nach der politischen Wende im November 1989 unter dem Beifall Tausender Schaulustiger demontiert, wobei es zerbrach.
Nach dem Zerfall der Sowjetunion im Dezember 1991 wurden fast alle Denkmäler in Russland entfernt, allen voran das in Moskau vor dem Gebäude der als Gefängnis und GPU-Zentrale dienenden Lubjanka. Die Statue, die bis 1991 vor der Lubjanka stand, befindet sich heute im Skulpturenpark an der Moskwa. In der nach ihm benannten russischen Stadt Dserschinsk nahe Nischni Nowgorod in der Oblast Moskau und in der Stadt Salawat in Baschkortostan gibt es noch Denkmäler zu seinen Ehren, in letzterem Ort auch eine nach ihm benannte Straße.
Ein neues Dzierżyński-Denkmal wurde in Dsjarschynsk in Belarus vom Präsidenten Aljaksandr Lukaschenka errichtet. Außerdem wurde am 26. Mai 2006 in der Militärakademie in Minsk ein neues Dzierżyński-Denkmal eingeweiht, das eine originalgetreue (kleinere) Kopie des ehemaligen Moskauer Denkmals ist. Eine der Hauptstraßen in Minsk trägt außerdem seinen Namen.
Die ukrainische Stadt Kamjanske trug zwischen 1936 und 2016 den Namen Dniprodserschynsk.
Eine Division der Spezialeinheiten des russischen Innenministeriums ist nach ihm benannt. Das Ministerium für Staatssicherheit (Stasi) der DDR benannte sein Wachregiment „Feliks Dzierzynski“ nach ihm.
Der durch seine Kameras bekannt gewordene Maschinenbauer FED (ursprünglich FED-Arbeitskommune) wurde nach den Initialen seines Namens benannt.
2017 beschloss die Nationalgarde der Russischen Föderation, der Saratow-Filiale dieser Einrichtung den ursprünglichen Namen „Das Rote-Fahnen-Institut namens Dserschinski F.E.“ zurückzugeben.
Im Frühjahr 2021 fand in Moskau eine Internetabstimmung statt darüber, ob das Denkmal Dzierżyńskis vor der Lubjanka wieder aufgerichtet werden solle. Man konnte zwischen Dzierżyński und einem Denkmal von Fürst Newski wählen. Nach nur zwei Tagen und 320.000 Stimmen, und während Newski in Führung war, wurde die Befragung abgebrochen. Zum Abbruch sagte der Bürgermeister, Denkmäler, die auf den Straßen und Plätzen stehen, sollten die Gesellschaft nicht spalten, sondern vereinen.
Im September 2023 wurde vor dem Sitz des russischen Auslandsgeheimdienstes SWR eine neue Statue Dzierżyńskis enthüllt. Sie ähnelt dem früheren Denkmal vor der Lubjanka.

## Schriften
- Ausgewählte Artikel und Reden 1908–1926. Dietz Verlag Berlin 1953.
- Ausgewählte Schriften in zwei Bänden. Band I: 1897–1923. Geleitwort von Erich Mielke. (Hrsg.) Hochschule des Ministeriums für Staatssicherheit, Potsdam 1984. (Rote „Tscheka-Reihe“ des MfS)
- Ausgewählte Schriften in zwei Bänden. Band II: 1924–1926. (Hrsg.) Hochschule des Ministeriums für Staatssicherheit, Berlin 1986. (Rote „Tscheka-Reihe“ des MfS)
- Pisma wybrane. Wydz. historii partii KC PZPR. [Ausgewählte Schriften] (Hrsg. Tadeusz Daniszewski). Książka i wiedza, Warszawa 1955 (polnisch)

## Filme
- Bürgerkrieg in Rußland (TV-ZDF 1967/68, fünf Teile, Regie: Wolfgang Schleif, mit Dieter Wagner in der Rolle Dserschinskis)
- Feindlicher Wirbelwind (Vikhri vrazhdebnye/Wichri wraschdebnye), UdSSR 1953, Regie: Michail Kalatosow. Mit Micheil Gelowani (Stalin), Michail Kondratjew (Lenin), Wladimir Jemeljanow (Dserschinski), Leonid Ljubaschewski (Swerdlow) und Wladimir Solowjow (Kalinin).
- Lenin im Oktober (Lenin v oktyabre, UdSSR 1937, Regie: Michail Romm, mit Wladimir Prokrowsky in der Rolle Dserschinskis).
- Lenin 1918.
- Besondere Kennzeichen: Keine (Osobych primet net) UdSSR/POL/DDR 1979, Regie: Anatoli Bobrowski, Drehbuch Julian Semjonow
- Krach Operazii Terror (Das Scheitern der Operation Terror), UdSSR/POL 1980, Regie: Anatoli Bobrowski, Drehbuch Julian Semjonow